# Xiaonan
Xiaonan är ett stadsdistrikt och säte för stadsfullmäktige i Xiaogan i Hubei-provinsen i centrala Kina.